# آنگله
شهر آنگله (به فرانسوی: Anglet) در شهرستان پیرنه-اتلانتیک در ناحیه ناحیه آکیتن با جمعیت ۳۷٬۶۴۶ نفر در کشور فرانسه واقع شده‌است

## نگارخانه

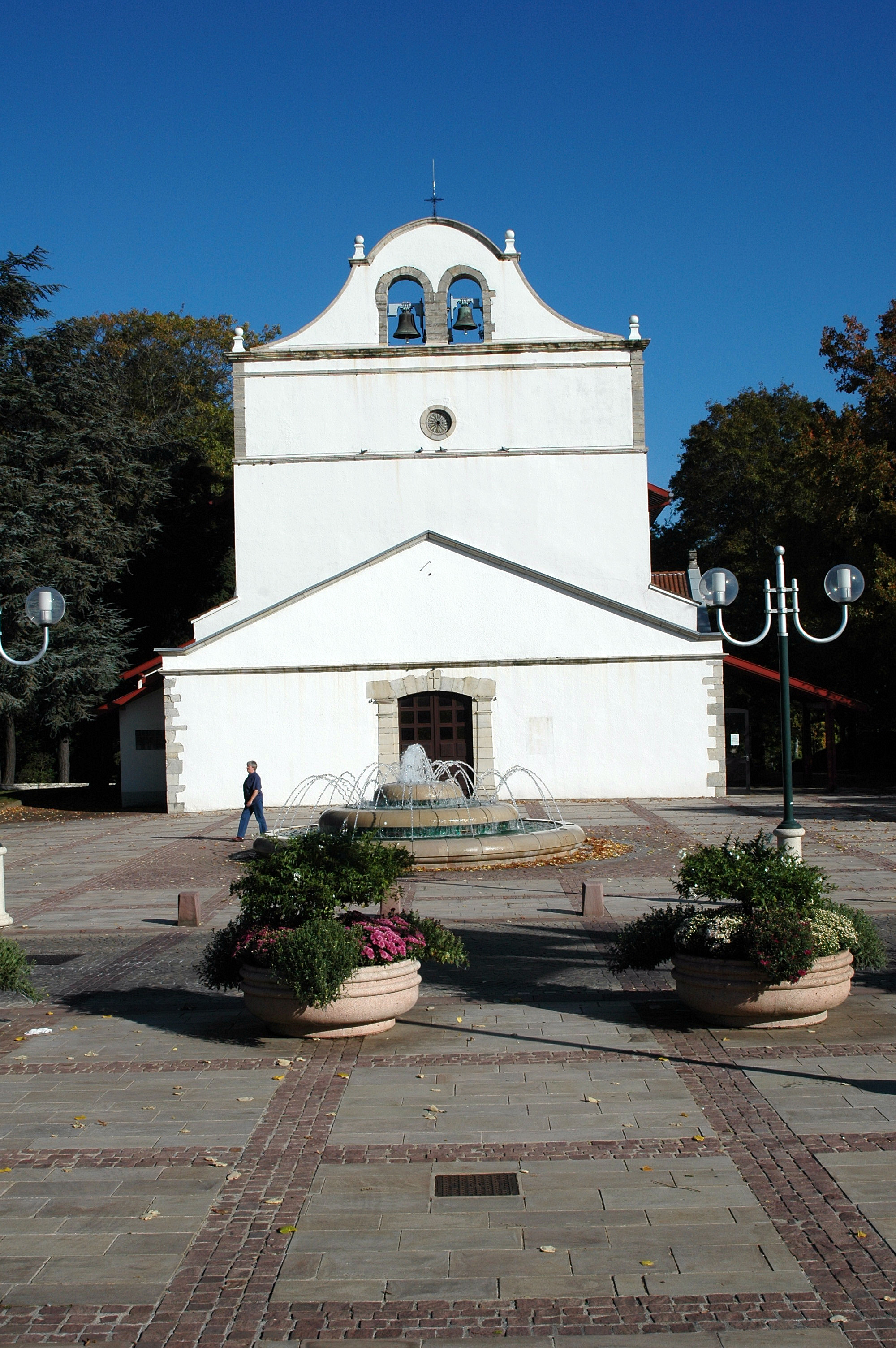
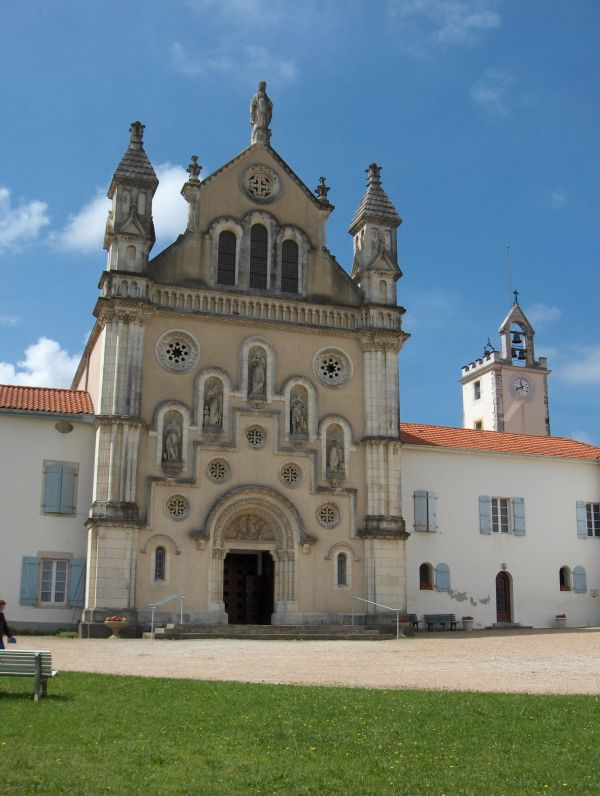
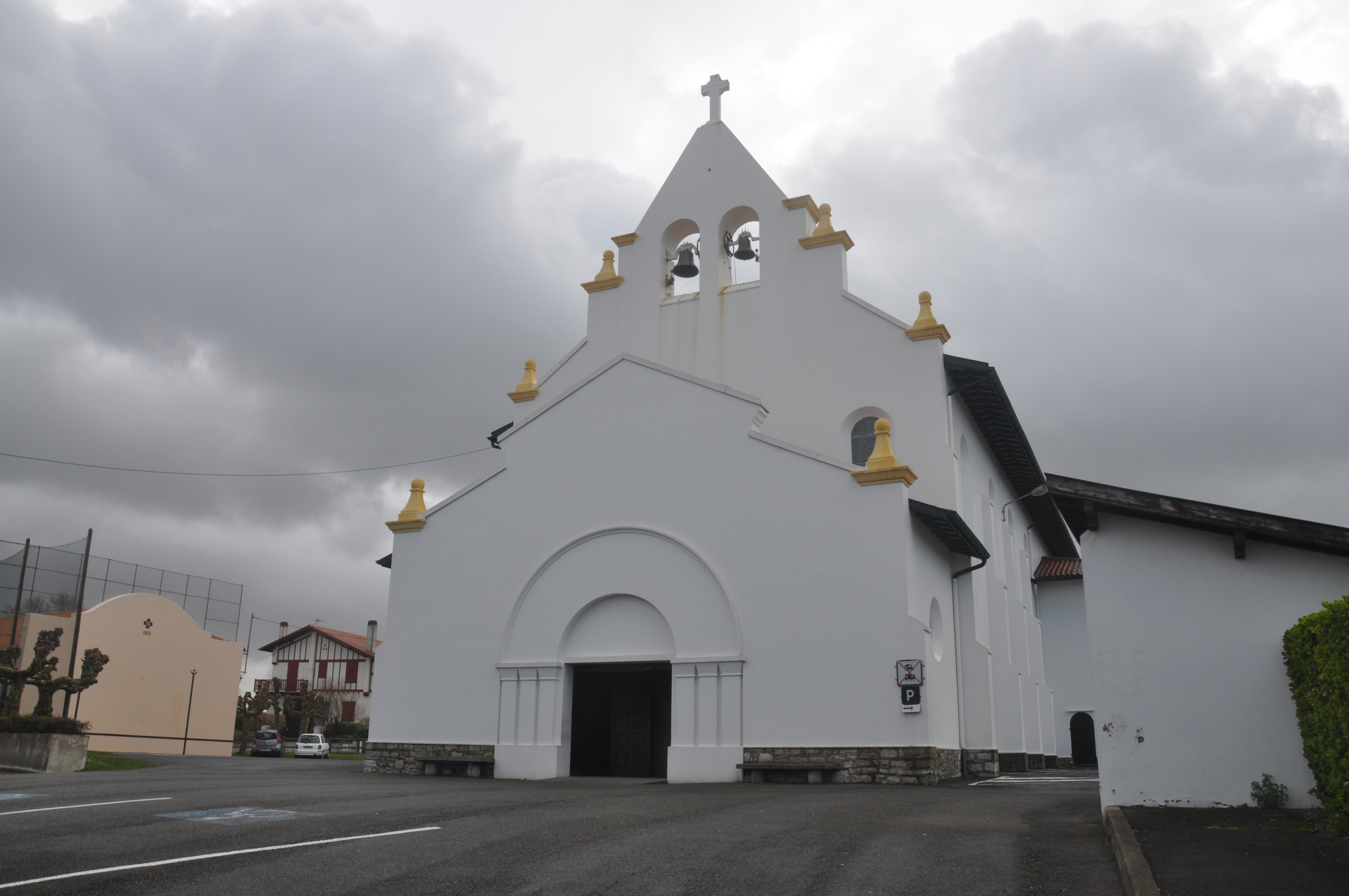
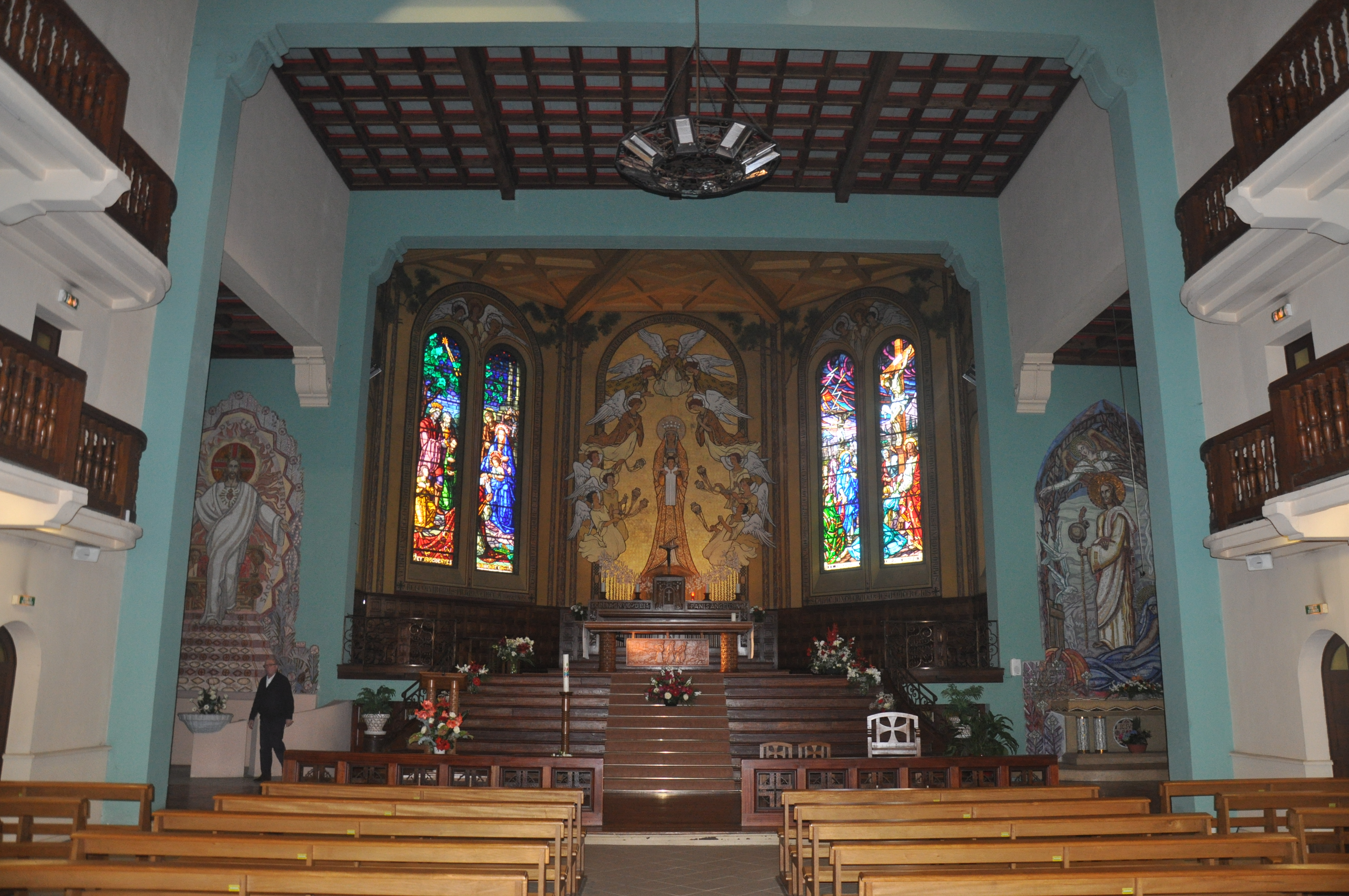